# Maria Lorentz
Maria Teresa Lorentz (ur. 16 września 1930 w Zamościu, zm. 28 listopada 2018 tamże) – polska historyk sztuki i muzealnik. W latach 1960–1990 dyrektor Muzeum Zamojskiego w Zamościu, posłanka na Sejm PRL V i VII kadencji (1969–1972 i 1976–1980).

## Życiorys
Córka Hieronima i Marii. W 1957 ukończyła studia z zakresu historii sztuki na Katolickim Uniwersytecie Lubelskim. Pracowała jako nauczycielka w Zamościu. Od 1960 była dyrektorem Muzeum Ziemi Zamojskiej, które w latach 1975–1998 miało status okręgowego. W 1990 przeszła na emeryturę.
Od 1960 działała w Stronnictwie Demokratycznym. Była m.in. przewodniczącą Powiatowego Komitetu i Wojewódzkiego Komitetu SD w Zamościu. Sprawowała mandat radnej Miejskiej Rady Narodowej w Zamościu. W 1969 uzyskała mandat posłanki na Sejm PRL z rodzimego okręgu. Zasiadała w Komisjach Kultury i Sztuki oraz Spraw Wewnętrznych. Ponownie sprawowała mandat od 1976 do 1980 z tego samego okręgu.
Odznaczona Złotym Krzyżem Zasługi i Odznaką 1000-lecia Państwa Polskiego. W 1996 otrzymała honorowe obywatelstwo Zamościa. Pochowana 1 grudnia 2018 na cmentarzu komunalnym w Zamościu.